# Eva Brunner (Autorin)
Eva Brunner (* 26. November 1952 in Luzern) ist eine Schweizer Autorin für Theaterstücke und Hörspiele sowie Übersetzerin und Fotografin.

## Leben & Arbeit
Nach der Matura studierte Eva Brunner am American College of Rome Communications (Film & Photography), zudem absolvierte sie eine Übersetzerausbildung (englisch-deutsch und italienisch-deutsch). Ab 1985 gehörte sie zur Hausautorenschaft des Stadttheaters Luzern. 1987 folgte sie dem Aufenthaltsstipendium für „Junge deutschsprachige Autoren“ des Berliner Senats und des Literarischen Colloquiums Berlin (LCB) und lebt seither in Berlin. Brunner ist Mitglied im AdS (Autorinnen und Autoren der Schweiz). Seit 2004 vermehrte Zuwendung zur Fotografie. Von 2007 bis 2011 Meisterschülerin von Arno Fischer an der Ostkreuzschule für Fotografie und Gestaltung in Berlin. Seit Ende 2016 ist sie mit dem Schriftsteller und Übersetzer Bernhard Kempen verheiratet.

## Auszeichnungen / Stipendien
- 1987: Aufenthaltsstipendium „Junge deutschsprachige Autoren“ des LCB.
- 1988: Stipendium für Berliner Schriftsteller.
- 1997: Förderpreis Hörspiel Radio DRS (Schweiz).
- 1997: Alfred-Döblin-Stipendium der Akademie der Künste Berlin.
- 2004: Kulturstiftung Landis & Gyr.
- 2005: Ateliergast in der Stadtmühle von Willisau.
- 2008: Prix Suisse 2008 – Bestes Schweizer Hörspiel für „Blauensee“.

## Fotoausstellungen
- 2005: Stadtmühle Willisau, Schweiz.
- 2006: El Local, Figueres, Katalonien, Spanien.
- 2007: Can Ginebreda, Katalonien, Spanien.
- 2008: Buchhandlung Galerie Hirslanden, Zürich, Schweiz.
- 2009: Galerie Das Ding, Luzern, Schweiz.
- 2009: Casa de Cultura Les Bernardes, Salt, Girona, Katalonien, Spanien.
- 2009: A Book About Death group exhibition curated by Matthew Rose, Emily Harvey Foundation Gallery New York City, USA.
- 2010: Um livro sobre a morte (Gruppenausstellung) Museu Brasileiro da Escultura São Paulo, Brasilien.
- 2010: exp12 / exposure twelve twelve exposures (Gruppenausstellung) Berlin.
- 2010: Buchhandlung Hirslanden, Zürich, Schweiz.
- 2010: Paulusgalerie Albstadt-Tailfingen, Deutschland.
- 2011: Galerie exp12 / exposure twelve "Side Views" Berlin.
- 2011: 5THCH "Kunst im privaten Raum" mit Mike Hentz und Adam Tellmeister, Berlin.
- 2011: Festival Voies Off Arles, Frankreich.
- 2016: Buchhandlung Hirslanden, Zürich, Schweiz.
- 2016: Im Rahmen des 7. Europäischen Monats der Photographie Berlin im Boulevard Berlin.

## Werkliste Theaterstücke
- 1982: K. Allotropos. Uraufführung Teatro dell’Orologio, Rom.
- 1984: Kalt. Uraufführung ital. Fassung Teatro in Trasevere, Rom.
- 1985: Kalt. Uraufführung dt. Fassung DEA mobiles studio Stadttheater Luzern.
- 1985: Granit (Goethe tief in der Schweiz). Uraufführung Stadttheater Luzern.
- 1988: Von wegen Abwege. Uraufführung Theater Zerbrochenes Fenster Berlin.
- 1992: Krokodilstränen (Theaterstück für Kinder).
- 1994: Alles wird gut. Uraufführung Luzerner Spielleute.
- 2016: Der kleine Gatsby – ein Luzerner Grounding. mit Brigitte Amrein. Sagenhaftes Horw.

## Werkliste Hörspiele / Radio / Hörbuch / Dokumentarfilm
- 1988: Geist trug die Steine, ich trag sie alleine ... Hörfunkerzählung Reihe „Passagen“, Sender Freies Berlin (SFB).
- 1989: Herrscher und Herrscherin. Hörfunkerzählung Reihe „Passagen“ SFB.
- 1991: Von der Schweizer Botschaft und anderen Wundern Helvetiens. Hörfunkerzählung Reihe "Passagen" SFB.
- 1997: Frieda Flachmann. Hörspiel Schweizer Radio DRS 1.
- 1999: Im Paradies der Plauderer. Hörfunkerzählung Radio Kultur SFB.
- 2004: Im Pool treibend ... Hörspiel.
- 2007: Blauensee Hörspiel Schweizer Radio DRS 1.
- 2007: Blauensee Hörbuch im Christoph Merian Verlag. ISBN 978-3-85616-342-6.
- 2012: Mitarbeit am Dokumentarfilm "Der Krösus von Luzern" von Sören Senn.
- 2014: Christoph Güsken: Quotenkiller – Regie: Klaus-Michael Klingsporn (Hörspiel – DKultur)
- 2014: Kathrin Röggla: Lärmkrieg – Regie: Leopold von Verschuer (Hörspiel – BR)

## Fotobücher
- No Escape from Paradise, Edition Babev, Berlin 2020, ISBN 978-3-9822374-0-4.

## Mitwirkung an Büchern
- Dietger Pforte (Hrsg.): Jäh aus: Prosa. Mit Beiträgen von Inge Krupp, Thomas Meinecke, Hubert Winkels, Werner Söllner und Eva Brunner. Berlin: Literarisches Colloquium, 1987 (LCB-Edition 91). ISBN 3-926178-04-3.

## Übersetzungen
- Stella Leonetti: Nachtgedanken in Kandisblau. S. Fischer Verlag, Frankfurt am Main 1987.
- Antonio Gavino Sanna: Aprilscherz. Theaterstückverlag, München 1996.
- Chuck Palahniuk: Köder. Schwarze Geschichten zum farbig Ausmalen. Festa Verlag, Leipzig 2018, ISBN 978-3-86552-632-8.
- Shirley Jackson: Wir haben schon immer im Schloss gelebt. Festa Verlag, Leipzig 2019, ISBN 978-3-86552-709-7.
- Shirley Jackson: Spuk in Hill House. Festa Verlag, Leipzig 2019, ISBN 978-3-86552-707-3.
- Mario Pavone: Nijinsky. Felix Bloch Erben, Berlin 2000.
- Laura Purcell: Die stillen Gefährten. Festa Verlag, Leipzig 2020, ISBN 978-3-86552-878-0.
- Laura Purcell: Das Korsett. Festa Verlag, Leipzig 2021, ISBN 978-3-86552-940-4.
- Laura Purcell: Der Schattenriss. Festa Verlag, Leipzig 2022, ISBN 978-3-98676-018-2.
- Laura Purcell: Das Porzellanhaus. Festa Verlag, Leipzig 2023, ISBN 978-3-98676-081-6.